# 宋德宜
宋德宜（1627年1月4日—1687年7月28日），字右之，號蓼天，南直隸蘇州府長洲縣人，清朝政治人物，官至吏部尚書、文華殿大學士、太子太傅。

## 生平
宋德宜為順治五年（1648年）戊子科江南鄉試舉人，十二年（1655年）乙未科二甲第三名進士。選翰林院庶吉士，散館授編修，康熙三年（1664年）升國子監司業，同年任甲辰科會試同考官，八年（1669年）升國子監祭酒、翰林院侍讀學士，十年（1671年）充日講起居注官，十二年（1673年）升戶部左侍郎，十三年（1674年）改吏部左侍郎，十五年（1676年）任丙辰科會試副考官，十六年（1677年）升都察院左都御史，十七年（1678年）升刑部尚書，同年改兵部尚書，十八年（1679年）任己未科會試副考官，二十一年（1682年）改吏部尚書，二十三年（1684年）拜文華殿大學士，二十五年（1686年）加太子太傅，二十六年（1687年）卒，諡文恪。

## 著作
纂修《太祖實錄》、《通鑑全書》等。著有《宋文恪公詩稾》1卷、《文恪公制草》1卷、《奏議》1卷。

## 家族與社事
宋德宜來自蘇州長洲宋氏家族。高祖宋純仁為嘉靖二十八年（1549年）己酉科舉人，官至南京刑部山東司郎中。曾祖宋道明為南京國子監文學，娶陸完孫、陸倬女。祖父宋琦（原名宋如岡）為吳縣庠生。本生父宋學朱，崇禎四年（1631年）辛未科進士，官至監察御史、巡按山東，清軍破濟南時殉國。母為王憲和女。宋德宜出嗣宋學朱長兄宋學周。
曾與弟宋德宏（字凝之，號疇三，順治八年辛卯科順天舉人）及同鄉宋實穎（字既庭，號湘尹，1621-1705，沈萬三女婿宋通後裔）、尤侗、彭瓏、吳兆騫、蔣之逵等組織江南文社慎交社。順治七年（1650年），曾與吳偉業、尤侗、徐乾學、朱彝尊等赴嘉興南湖參加十郡大社集會。順治十年（1653年）春，曾舉辦慎交社虎丘大會。宋德宜與宋德宏、宋實穎有"慎交社三宋"之稱，其著作合成《二宋合稿》，尤侗作序。
夫人為王禹聲（王鏊曾孫）孫王希（字公晉，號知我，？-1645年1月27日，夫人為申用嘉長子申繼揆次女）次女王氏；側室許氏、羅氏、葛氏、沈氏。有四子：長子宋駿業與次子宋敬業，王夫人出；三子宋大業，許氏出，為彭定求女婿；四子宋建業，羅氏出，為彭寧求女婿。九女：一嫁工部左侍郎顧藻；二嫁大學士王掞；三嫁金之俊孫州同金相戊；四嫁顧予咸子知府顧用霖；五嫁大學士陳元龍，以上王夫人出。六嫁李天馥子學士李孚青；七嫁大理寺司務錢㶌，以上許氏出。八嫁知府裘岱生，葛氏出。九嫁編修繆曰芑，沈氏出。